# Красные Четаи
Кра́сные Чета́и (чув. Хĕрлĕ Чутай) — село в Чувашии. Административный центр Красночетайского района и Красночетайского сельского поселения.

## География
Находится на государственной автодороге Нижний Новгород — Ульяновск, в 98 км от Чебоксар.
Красночетайский район образован в 1927 году. Его площадь составляет 691,6 км², численность населения — 22,8 тысячи человек. Районный центр — село Красные Четаи. В селе проживает 3061 человек. В районе 70 населённых пунктов, 11 сельских администраций.
Сельскохозяйственных угодий в Красночетайском районе — 38,3 тысяч га, из них пашни — 22,8 тысячи га.
На территории района действуют 25 сельскохозяйственных, 13 промышленных и малых предприятий, районное потребительское общество, 11 крестьянских (фермерских) хозяйств, 8 предприятий розничной торговли, 12 отделений связи, 12 АТС.
Имеются 19 общеобразовательных школ, 44 клубных учреждения.
Большая часть жилых домов и учреждений райцентра отапливается природным газом из центральной котельной, работает канализация, водопровод.
В районе газифицировано 579 домов, на стадии завершения и пуска 100 точек.
Транспортное обслуживание населения внутри района осуществляют дочерние предприятия — Шумерлинское и Ядринское производственные автотранспортные объединения ГУП «Государственное объединение „Чувашавтотранс“», Чебоксарское производственное объединение пассажирского автотранспорта по 7 автобусным маршрутам.
Общая протяжённость дорог с твёрдым покрытием в районе — 145,7 км.

## Население
| 1959 | 1970  | 1979  | 1989  | 2002  | 2010  | 2012  |
| ---- | ----- | ----- | ----- | ----- | ----- | ----- |
| 2127 | ↗2174 | ↗2372 | ↗2975 | ↗2982 | ↘2623 | ↗3118 |

## Экономика
Ведущими предприятиями в селе является АОО «Производственный комбинат», строительное предприятие «Красночетайский газ», коллективная строительная организация «Красночетайская», филиал Новочебоксарского строительного треста № 4, хлебзавод, производитель безалкогольных напитков «Янтарь» и другие. Ведётся ремонт сельскохозяйственной техники, переработка сельхозпродукции, получаемой в районе. В селе открыты филиалы банков Сбербанк России и Россельхозбанк.

## Культура
В селе имеется средняя общеобразовательная школа-гимназия, музыкальная школа, 2 детских сада, Дом культуры, библиотека, краеведческий музей. Издаётся районная газета на чувашском языке «Пирӗн пурнӑҫ» («Наша жизнь»).
Имеется сквер имени Г. Н. Волкова.

## Достопримечательности
В селе располагается православный храм Вознесения Господня. На площади Победы есть мемориал: памятник воинам, павшим в Великой Отечественной войне, памятники Героям Советского Союза И. В. Индрякову и А. Р. Логинову, на постаментах установлены танк Т-55, пушка и «Катюша».

## Известные жители и уроженцы
- Александр Дмитриевич Смалайкин (1929—2006) — Герой Социалистического Труда.
- Индряков, Иван Васильевич (1915—1993) — Герой Советского Союза
- Логинов, Алексей Романович (1903—1943) — Герой Советского Союза.